# فندقک
فندقک (نام علمی: Sempervivum tectorum) نام یک گونه از سرده همیشگی است. به فندقک، ابرون، ابرون کبیر، حی العالم, پیش بهار, میش بهار, میشا, همیشه جوان, اُذُن القاضی و اُذُن القِسیس هم گفته‌اند. آبرون کبیر بومی دامنه های آلپ و پیرنه در اروپا می باشد و سایر مناطق جهان وارد شده و پرورش داده می شود. در ایران در مناطق کوهستانی شمال ایران در کوه جلفک بطور خودرو می روید و انواعی از آن در گل کاری و باغبانی کاشته می شود.

## خواص فندقک
آبرون طبیعتی گرم و خشک دارد و همچنین بعضی از آنها طبیعتی سرد و خشک دارد. لعاب، تاتن، مالیک اسید و فرمیک اسید جزوء اندام دارویی این گیاه است. از این گیاه در درمان اسهال مزمن، رفع سردرد، گوش درد، چشم درد، ورم گوش استفاده میکنند. همچنین این گیاه از خون ریزی جلوگیری میکند، رطوبت های رحم را خشک میکند و در درمان باد سرخ، نقرس، دردهای مفاصلی، التیام زخم ها نافع است.
مهمترین اثرات این گیاه عبارتند از
- درمان اسهال مزمن
- رفع سردرد، گوش درد، چشم درد
- رفع اختلالات عصبی رحم
- التیام زخم معده
- رفع سنگ کلیه
- از خون ریزی جلوگیری میکند[۲]

## عوارض جانبی آبرون کبیر
این گیاه مضر طحال است و مصلح آن نیز گل ارمنی می باشد.

## نگارخانه

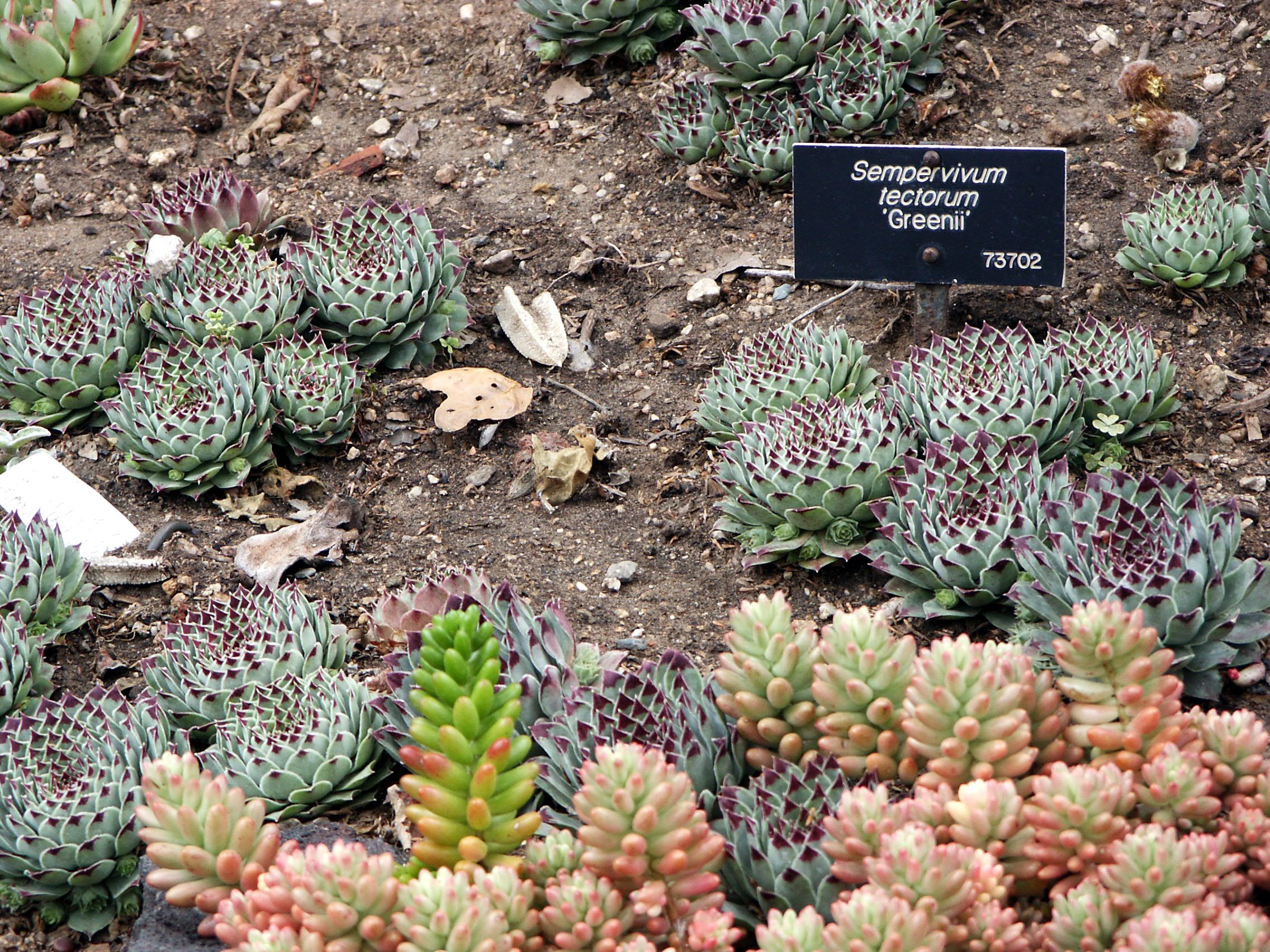
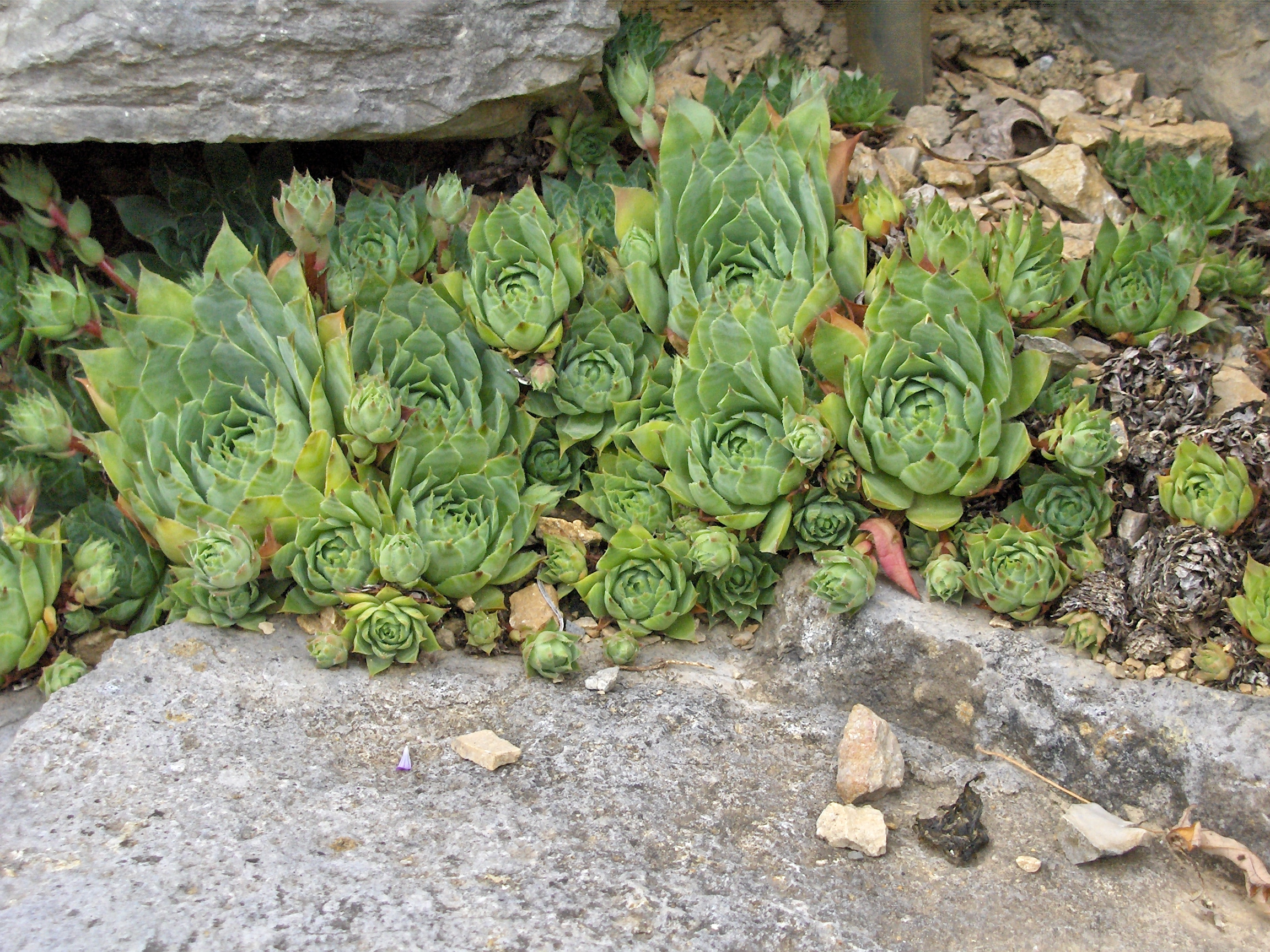
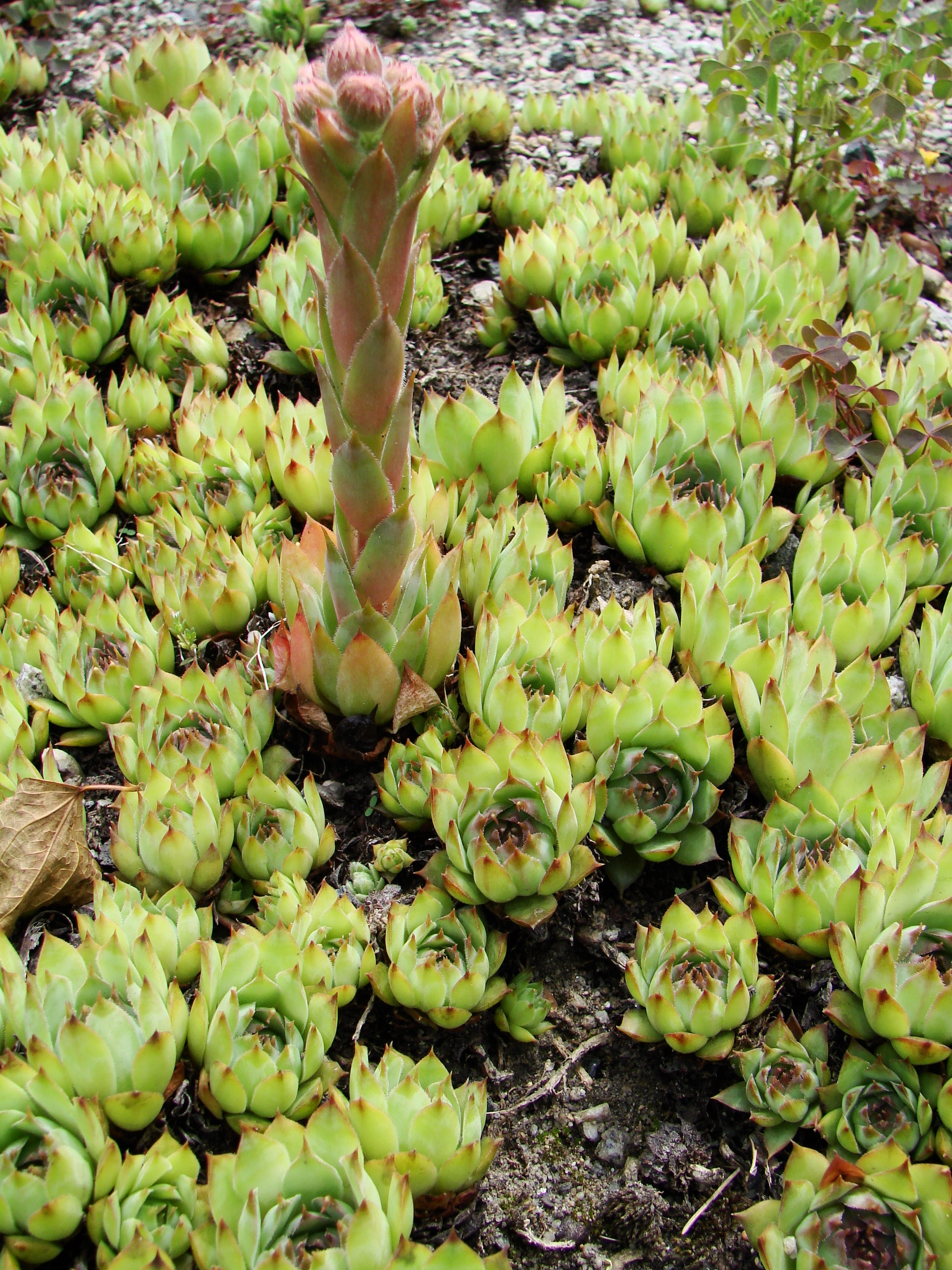
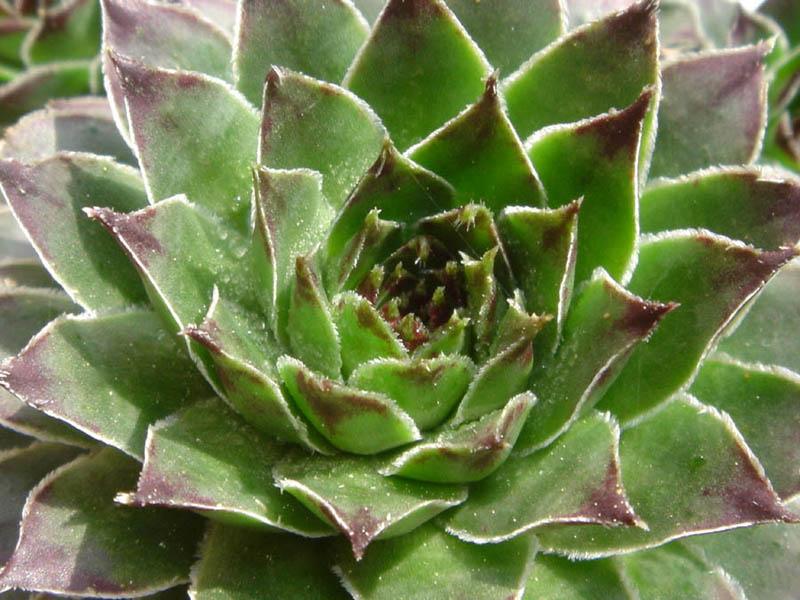
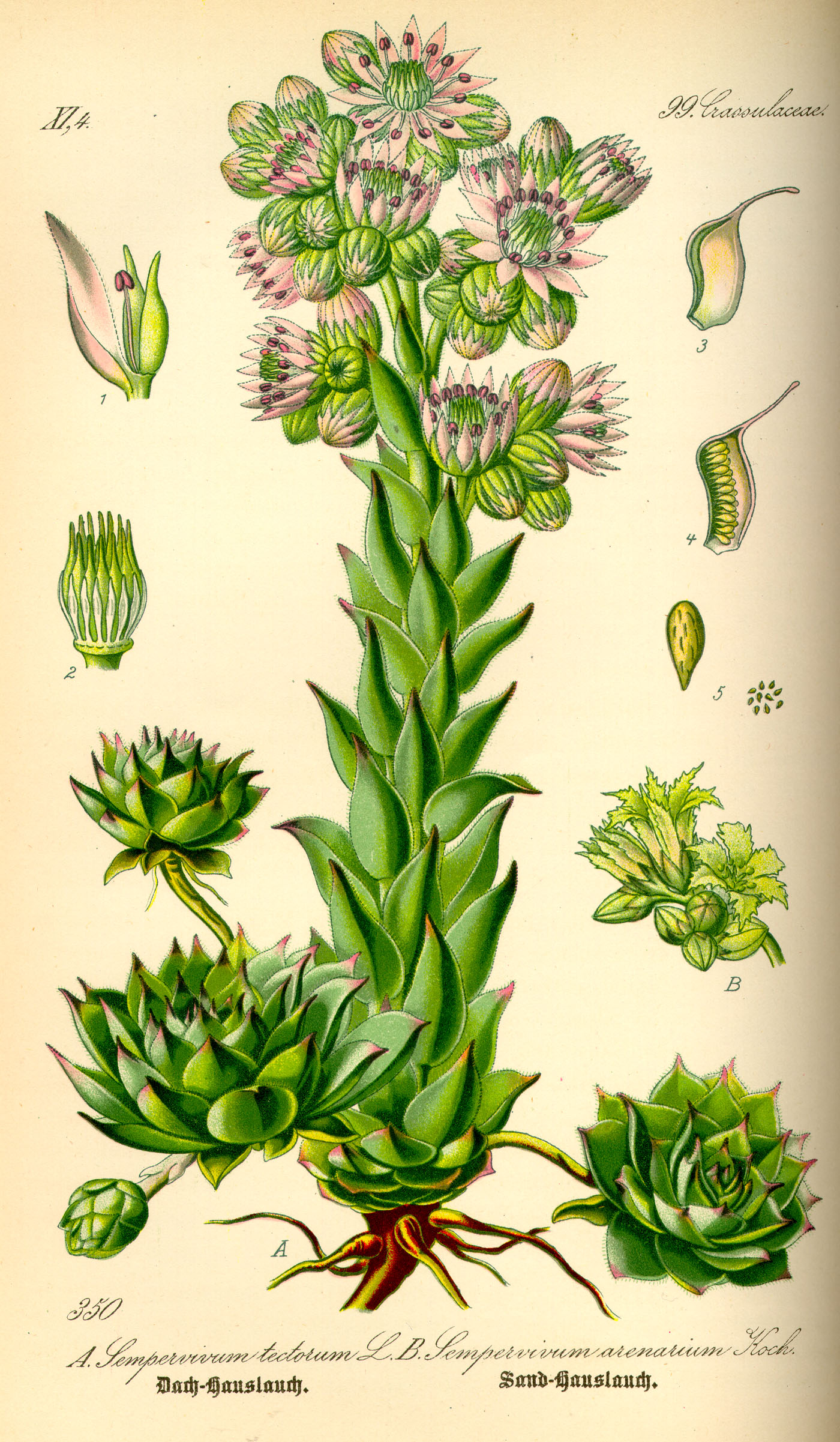
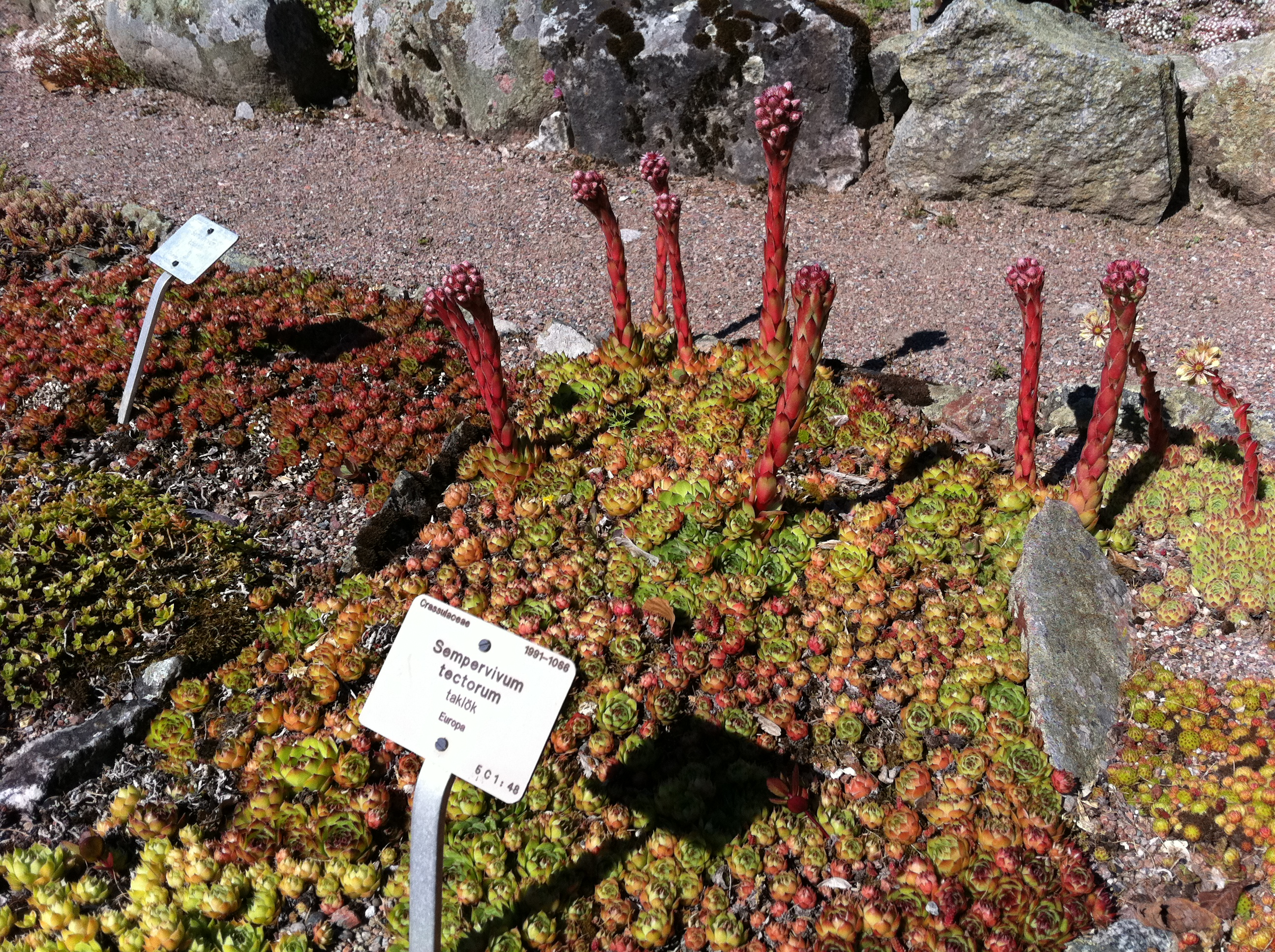
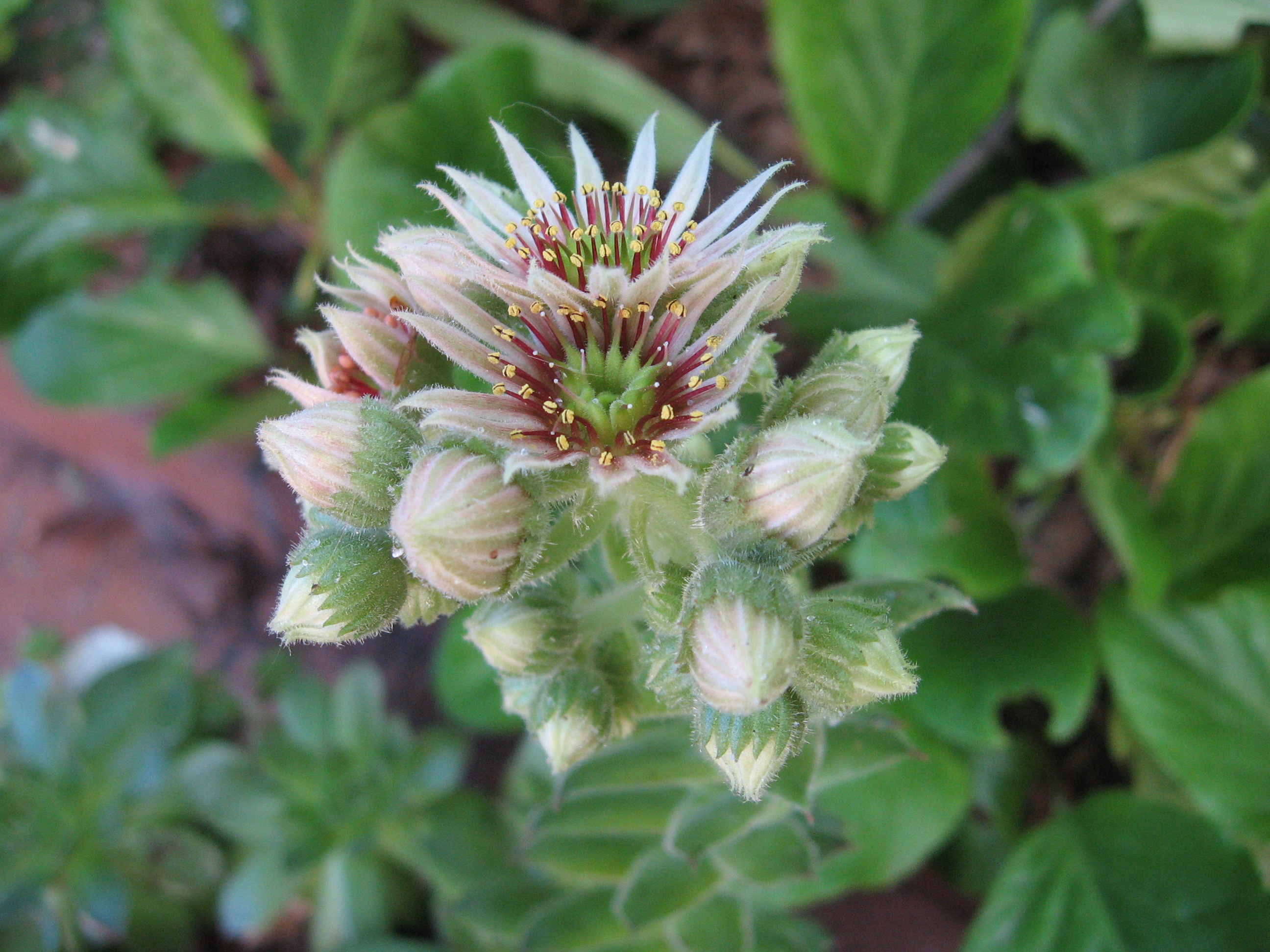